# Закон на Бойчо войвода
Законът на Бойчо войвода е първият морален кодекс и военен устав на българските хайдушки чети, съставен от Бойчо войвода. Формулировките на правилата на Бойчо войвода са последвани от „Правила за хайдушките чети“ на Панайот Хитов и „Устава на хайдушката дружина“ изработен и прилаган от Петко войвода.
Законът на Бойчо войвода Цеперански съдържа правила за организация, набиране на четници и тактиката за водене на бой от хайдушката дружина срещу противника. Войводата бива смятан за „гласът и челото на дружината“, който се грижи освен другото и за подсигуряването със снаряжение и обучение на новите четници. Войводата трябва да бъде тактик, и като такъв добре да познава района, в който се подвизава четата. Това включва познание за местата, пътищата и пътеките и кладенците в районите на бойните действия.
Правилникът на войводата съдържа някои прости правила за водене на бой, медицински грижи за ранените бойци и топографско ориентиране при водене на бойните действия. Организацията изисква умение за ориентиране през нощта по разположението на звездите и интуитивно налучкване на пътя, по който ще е най-добре да се подходи към врага. Тук има указания за уреждане на конспирацията и взаимоотношенията с ятаците на хайдушката чета и нейното изхранване. Специално място в устава на хайдушкото движение в закона на Бойчо войвода е отделено на воденето на счетоводството на четите и взаимоотношенията с цивилното население и лицата от женски пол.
Записани в малка тетрадка, това по-скоро не е устав, а съвет за хайдутите как да оцелеят. Според тефтерчето на Бойчо той съветвал хайдутите винаги да имат гъба в тенекиена кутийка, скрита в торба, която да поеме поне „половин ока“ вода. Когато е трудно и наблизо няма източник, смученето на гъбата ще намали жаждата и ще спаси хайдутина от смърт. На сутринта гъбата трябва да бъде изложена на въздух, така че да поеме росата. Също така, за да се намали жаждата, войводата съветва да се вземе куршум или тенекия в устата и да се смуче, което също може да помогне за намаляване на това чувство за известно време. В кесията трябва да има и парцали за спиране на кръвта, гъби за попиване на кръв, т. нар. хайдушки корен за заздравяване на рани. Тези съвети са изпробвани от Бойчо на практика по време на дългото му и трудно бягство от руския затвор. Войводата съветва още хайдутите, че ако трябва да нощуват извън домовете си, сутрин човек да се събуди на такова високо място, откъдето да има добра видимост към околността и възможност за достатъчно голям ъгъл на обстрел отгоре.
Прочути хайдути, спазващи революционния Закон на Бойчо войвода са брат му Петър войвода, който ликвидира турския шпионин, предал Бойчо. Наследници на Бойчо войвода от Трявна стават неговите ученици в освободителната борба: Филип Тотю, Панайот Хитов, Димитър Калъчлията, Пею Буюклията, Златьо Конарчанина и много други бивши негови четници и хайдути.
Новият другар, преди да се приеме в горската дружина, трябва да го познава добре някой от нея и тогаз да се пусни да я види. След това той трябва да положи клетва пред войводата и цялата дружина:
- Че ще бъде верен на другарите си и точен юнак на работата.
- Докато е с дружината, той няма да има среща ни със свои, ни с коя да било друга жена, нито пък ще има каква и да било работа с жени.
- Няма да пие вино или ракия или друго упоително питие.
- Няма никога да скрива нещо от другарите си било пари, било друго, защото всичко е общо до раздялата му от цялата дружина.
- Длъжен е да слуша войводата, който е гласът и челото на дружината.
- За новия другар войводата се грижи да му набави оръжие, ако няма, и да му даде пушка, нож, чифт пищови, силяхлък, чифт цървули,
 навуща и върви, фишеклици, барут и куршуми; като го научи да бие добре с пушката
 и да владей ножа си сръчно и да му набавя нужния хляб, както и отгдето се падне…